# Museo de Arte Precolombino e Indígena
El Museo de Arte Precolombino e Indígena (MAPI) es un organismo uruguayo, dependiente del Departamento de Cultura de la Intendencia de Montevideo. Fue fundado en 2004 mediante un acuerdo entre el entonces intendente de Montevideo, el arquitecto Mariano Arana y el coleccionista Matteo Goretti, que cedió parte de su valiosa colección, que posee en Uruguay, por un plazo de veinte años.
El MAPI fue institucionalizado por el Decreto 31.383 de la Junta Departamental de Montevideo, que afectó el inmueble sede para su uso exclusivo y propició la creación de una fundación de apoyo al museo. De esta forma se transformó en la primera institución cultural de gestión mixta, experiencia innovadora y que ha inspirado la creación de otras organizaciones de similares características en el Uruguay.
A lo largo de los años el MAPI quintuplicó su acervo, actualmente resguarda más de siete mil bienes culturales, mediante la cesión o donación de otras colecciones por parte de particulares e instituciones públicas, entre otras, la Facultad de Arquitectura de la Universidad de la República, la Biblioteca Nacional de Uruguay, la Colección Augusto Torres-Elsa Andrada, con objetos etnográficos de grupos indígenas de América del Norte y la colección «Dr. Arturo Lezama», integrada por objetos y restos humanos pertenecientes a grupos indígenas del yacimiento arqueológico «Bañadero» (Salto, Uruguay), que fueron recuperados durante las intervenciones de la Sociedad de Amigos de la Arqueología (SAA) en 1975; y gestiona la Colección de Máscaras Latinoamericanas de Claudio Rama, con novecientas piezas provenientes del todo el subcontinente.
En ese contexto, el MAPI ofrece a los visitantes una exposición permanente de piezas arqueológicas y etnográficas pertenecientes a diferentes culturas originarias de toda América y realiza investigaciones, exposiciones temporales y publicaciones sobre distintos aspectos vinculados con su temática.
En 2014 presentó por primera vez una exposición en el exterior, titulada «Uruguay en guaraní, presencia indígena misionera», basada en una investigación liderada por la arqueóloga Carmen Curbelo, que se exhibió en los Museos Vaticanos y en el Museo Etnológico de Hamburgo, para continuar luego una gira por otras ciudades de Europa y Asia. Su vocación internacional y de cooperación cultural ha motivado la presentación en el exterior de numerosas exposiciones y la organización en el MAPI de muestras provenientes de México, Perú, Chile, China, Canadá, Argentina, Rusia, Ecuador, Etiopía, Italia, entre otros países del mundo, intentando brindar un panorama global sobre las poblaciones originarias del mundo.
La difusión de sus exposiciones y actividades educativas también se realiza en el interior del país, habiendo presentando en sus dos décadas de existencia decenas de exposiciones y talleres en todo el territorio del Uruguay.
A su vez, el MAPI se destaca por sus Servicios Educativos, en cuyas actividades recibe anualmente un promedio de 25.000 niños y liceales y ofrece materiales didácticos y propuestas pedagógicas para docentes y estudiantes, formulados por profesionales de la arqueología, el arte y la pedagogía, que refleja los contenidos de los programas de todos los niveles, aprobados por la Administración Nacional de Educación Pública (ANEP).
En tanto espacio cultural y en atención a las funciones establecidas por el Consejo Internacional de Museos, como espacio de enseñanza, coleccionismo, conservación, investigación, interpretación, exhibición, reflexión, intercambio y disfrute, el MAPI ofrece también múltiples actividades asociadas a la música, las artes escénicas, las artes visuales, el audiovisual, entre otras disciplinas, destinadas a cumplir su misión y difundir el conocimiento y promover el respeto por las diversas culturas.

## El edificio
El edificio fue construido a fines del siglo XIX -entre 1883 y 1888- por el doctor Emilio Reus, concebido originalmente para convertirse en establecimiento médico hidro-termo terápico. Sin llegar a inaugurarse como tal, alojó años después al Ministerio de Fomento y luego el Ministerio de Defensa Nacional hasta el año 1985.
Fue declarado Monumento Histórico Nacional en 1986 por su valor patrimonial y urbanístico y por ser testimonio de la arquitectura ecléctico-historicista –con fuerte influencia italiana– y de la tecnología constructiva propia de su época.
Luego de permanecer cerrado durante casi dos décadas, comenzó a ser restaurado a principios de 2000 con el apoyo del Gobierno de Islas Canarias, que más tarde se retiraría del proyecto, dando paso a la creación del MAPI.
En 2011 se creó la Escuela Taller de Restauración del MAPI, que se ha encargado de la puesta en valor del edificio, con la participación de beneficiarios del Programa Uruguay Trabaja del Ministerio de Desarrollo Social y de otros programas sociales promovidos por la Intendencia de Montevideo y el Instituto Nacional de Empleo y Formación Profesional, recuperándose, hasta la fecha, más de 2500 metros cuadrados.

## Salas
- Sala permanente, dedicada al arte y arqueología del Uruguay.[2]
- Sala permanente, dedicada al arte precolombino.
- Librería y tienda, dedicada a la difusión de producciones propias y especializadas, afiches, postales, artesanías.
- Sala de exposiciones temporarias.
- MAPI Café, café y restaurante del museo.

## Exposiciones
Algunas de las exposiciones destacadas son: 

#### 2011
- "Arte Mapuche" platería, textiles, cestería, alfarería (agosto).
- "Cuestión de piel. Ornamentación corporal e identidad" (septiembre - octubre).
- "Martín Chambi". Fotografías 1920 - 1950 del sur andino del Perú (octubre - noviembre).
- "Mozas del mazo", fotografías de Solange Pastorino (noviembre).
- "Aborígenes de Salta", fotografías de Nancy Urrutia (diciembre).[2]

#### 2012
- "Memorias del fuego", textos de Eduardo Galeano, ilustraciones de Luis Felipe Noé.
- "Tierra de Ángeles, una introducción al arte de Etiopía".
- "Carnavales indígenas".

#### 2013
- "Tehuelches: danza con fotos".
- "Placeres Originarios: Sexualidad, Identidad y Género en Sociedades Indígenas".
- "Canadá Autóctono: Arte Inuit y de las Primeras Naciones".

El museo es abierto a todo público y cobran entrada, excepto los días lunes. Los jubilados uruguayos y niños menores de doce años, periodistas acreditados y afiliados al ICOM pueden visitar el museo de forma gratuita.

## Galería

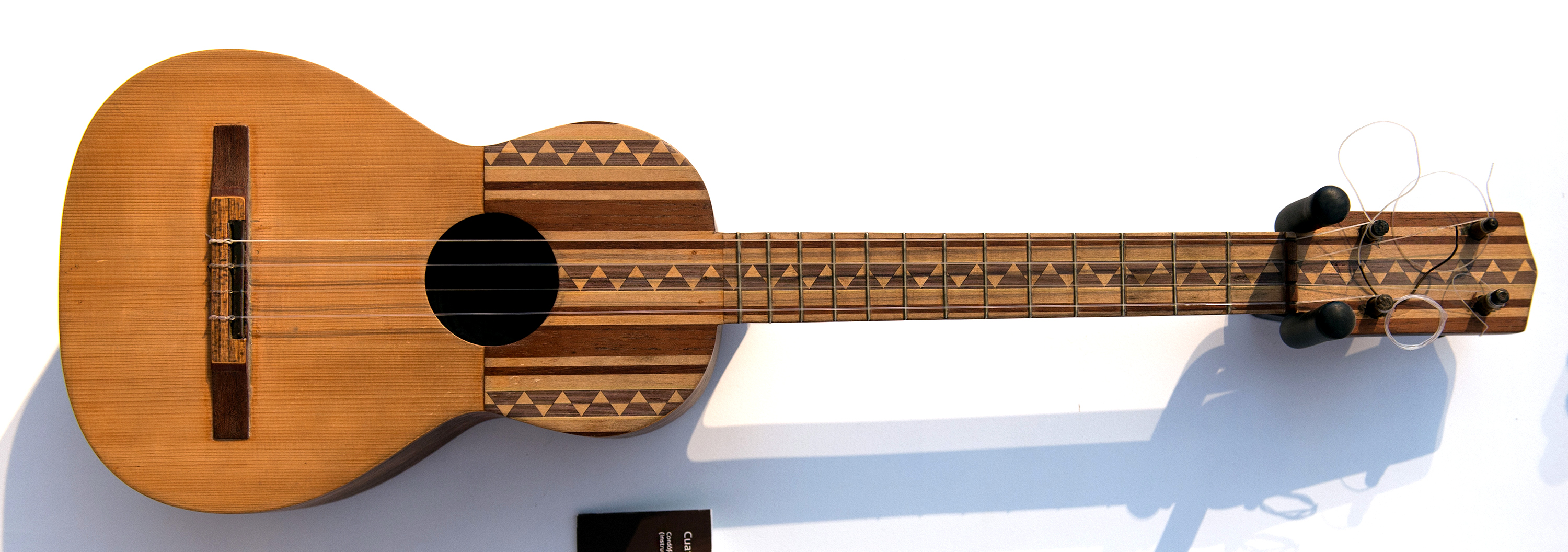
Cuatro Venezolano Cordófono (Instrumento de cuerda).
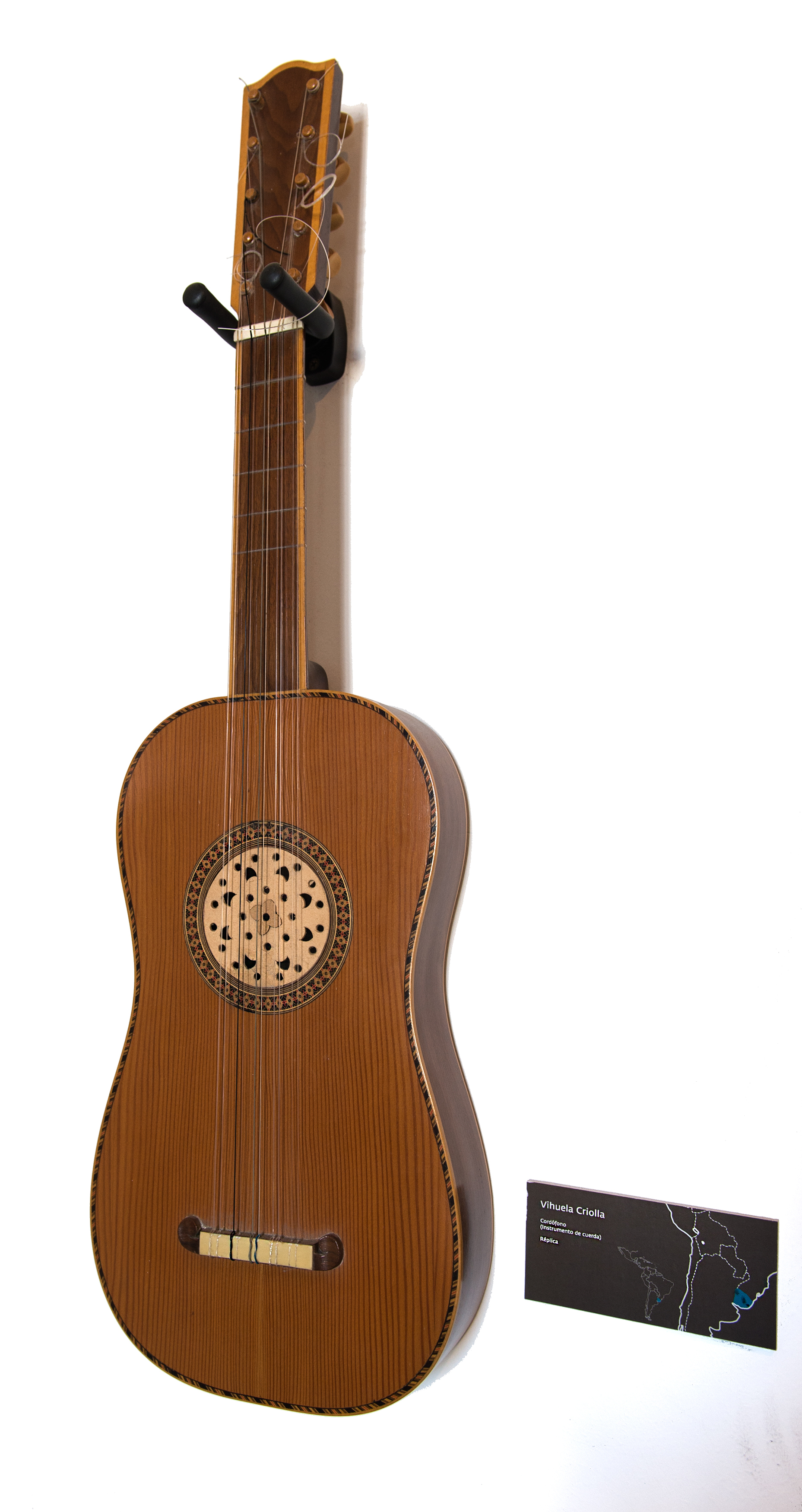
Vihuela Criolla Cordófono (Instrumento de cuerda) Réplica.
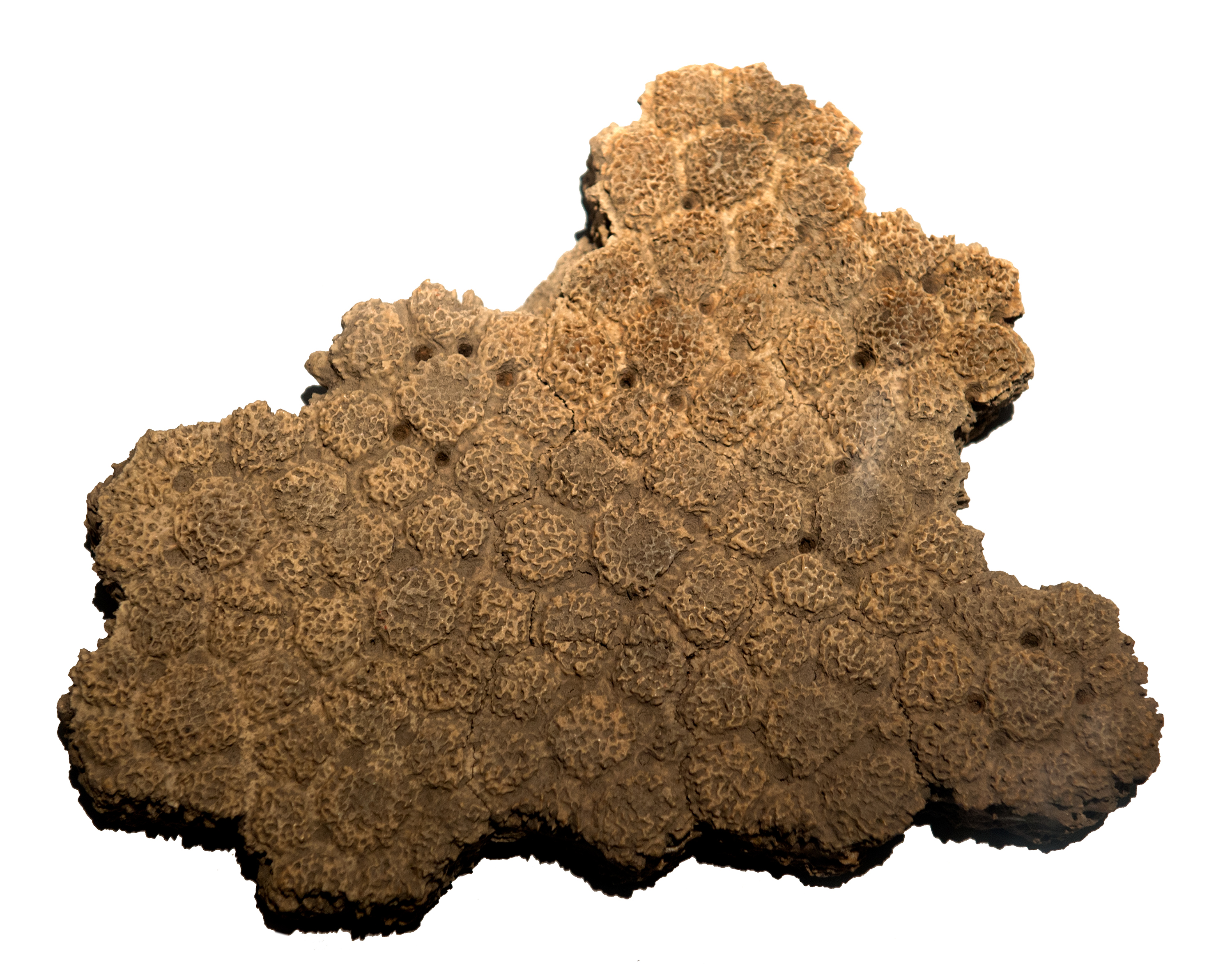
Fragmento de caparazón de Glyptodon. Unos 30.000 años AP. Sitio Arroyo del Vizcaíno.
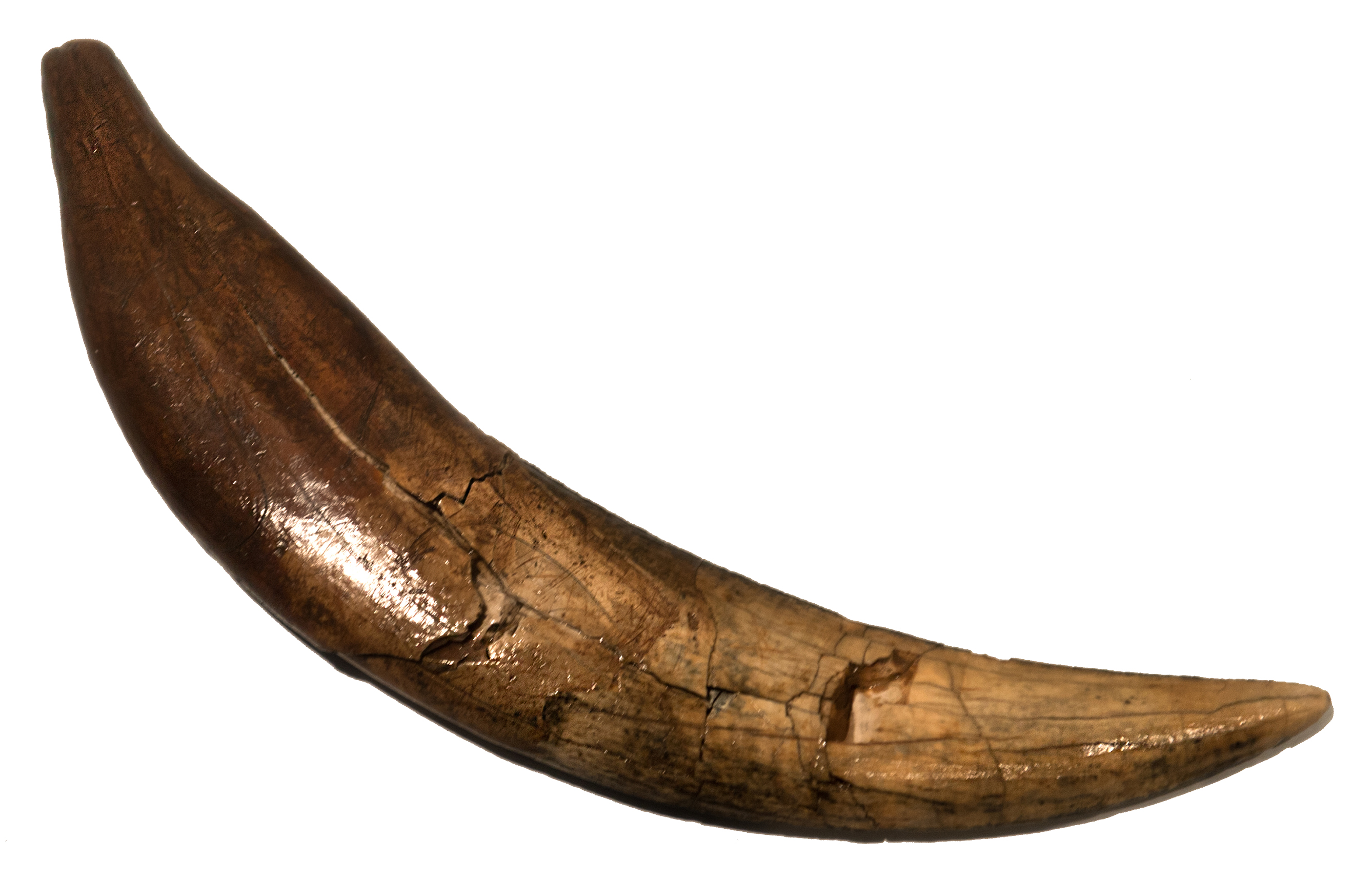
Colmillo de Smilodon "Tigre diente de sable". Unos 30.000 años AP. Sitio Arroyo del Vizcaíno.
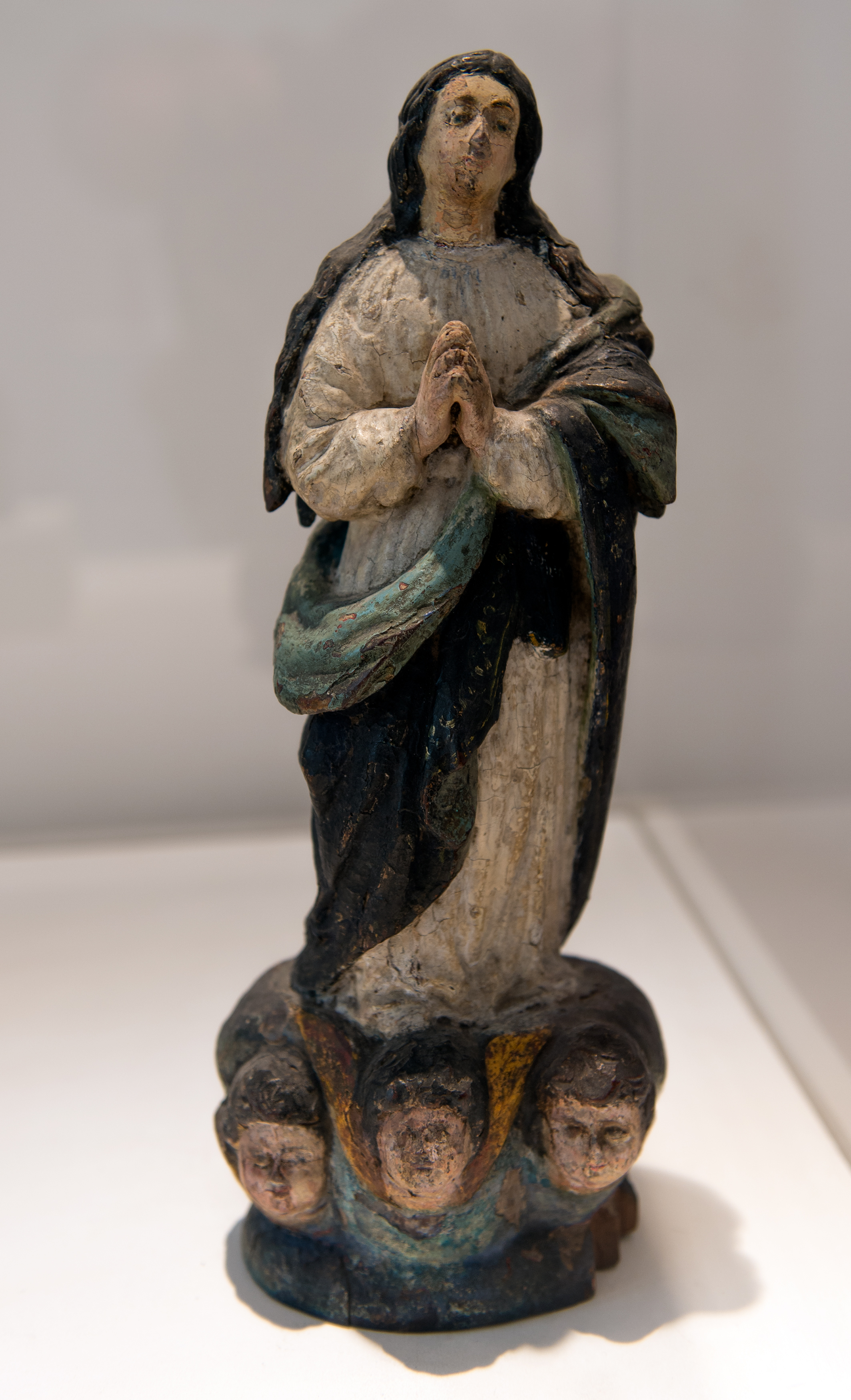
Escultura Antropomorfa Virgen inmaculada Talla en madera procedente de las Misiones Jesuíticas. Siglos XVII-XVIII Col. Rolf Nussbaum.

## Premios y Reconocimientos

### 2020
- International Alliance of Museums of the Silk Road
- World Federation of Friends of Museums
- Embajada de Suiza en Uruguay
- Premio Innovación PwC 100 Años Uruguay

### 2019
- Proexport +- Uruguay XXI.
- American Alliance of Museums

### 2018
- Best Practice Award

### 2017
- Premio Iberoamericano de Museos

### 2016
- Registro Nacional de Museos
- Legión del Libro
- Premio Iberoamericano de Museos

### 2015
- Premio Florencio al Teatro para Niños
- Premio Iberoamericano de Museos

### 2014
- Premio Iberoamericano de Museos

### 2013
- Premio Iberoamericano de Museos
- ICOM (Consejo Internacional de Museos)

### 2012
- Premio Iberoamericano de Museos
- Reconocimiento como Institución de Educación No Formal

### 2011
- Premio Morosoli Institucional
- Premio Iberoamericano de Museos